# スコットランド国立肖像画美術館

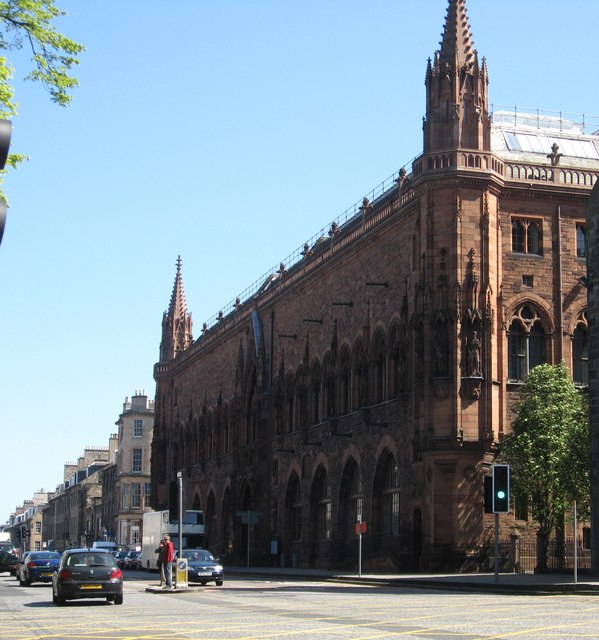
スコットランド国立肖像画美術館

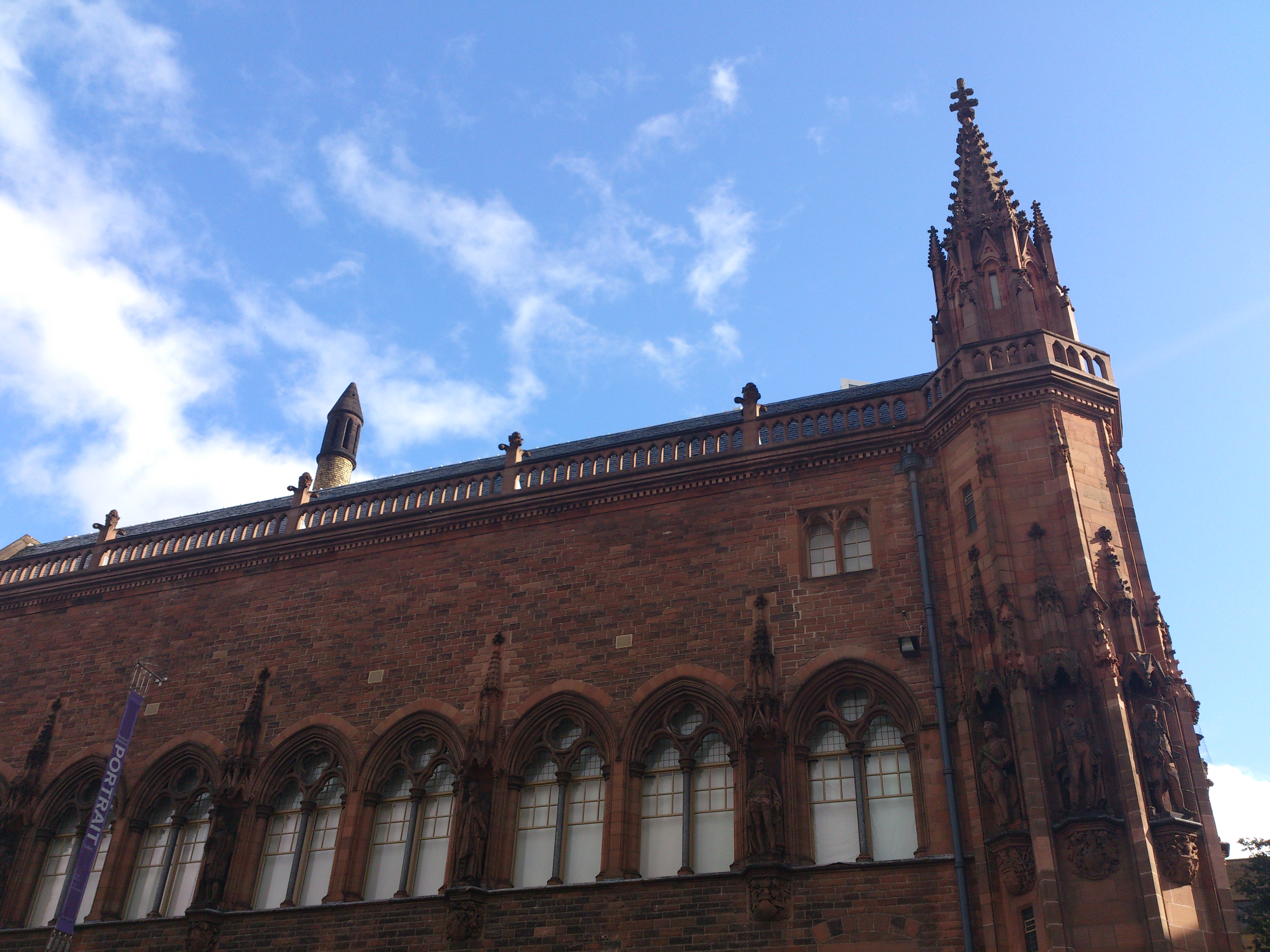
スコットランド国立肖像画美術館

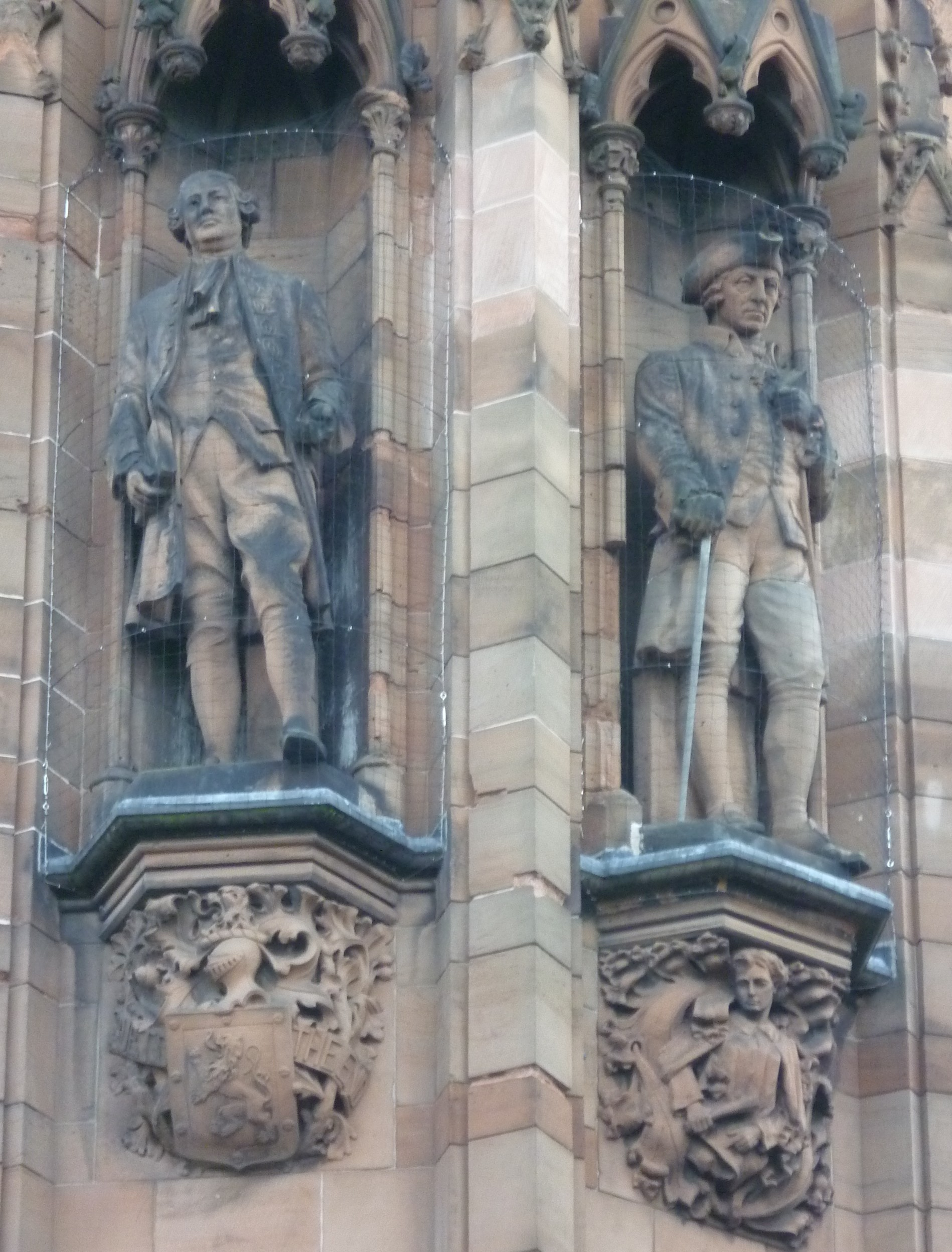
デイヴィッド・ヒュームとアダム・スミス

スコットランド国立肖像画美術館(英: Scottish National Portrait Gallery)は、スコットランドのエディンバラ、クイーン通りに面した美術館である。所蔵する肖像画のコレクションは、すべてスコットランド人を描いたものだが、必ずしもスコットランド人の手によるものとは限らない。また、絵画だけではなく写真コレクション（Scottish National Photography Collection）も所蔵している。
赤い砂岩で出来たネオ・ゴシック様式の美術館は1889年に一般公開された。建設にあたってはスコッツマン新聞社のオーナーであったジョン・リッチー・フィンドレイが寄付を行い、設計はロバート・ローワンド・アンダーソンが行った。建設期間は1885年から1890年までの間であった。完成以来初の大規模改装により2009年4月から閉館となっていたが、2011年12月1日より再び開館された。改装は、ページ・パーク・アーキテクツにより行われた。

## 歴史
1780年にスコットランド考古協会を創設した第11代バカン伯爵であるデイビッド・アースキンは、18世紀終わりにスコットランドの肖像画を集めたが、それらの多くが現在美術館に展示されている。19世紀において、スコットランドの歴史家であるトーマス・カーライルは、1856年に創設された非常に成功したロンドンのナショナル・ポートレイト・ギャラリーに対抗するものをスコットランドに作ろうとする人々のうちのひとりであったが、ロンドンにある政府は投資を拒んだ。最終的に、ジョン・リッチー・フィンドレイが投資に乗り出し、50,000ポンドに及ぶ建設の全費用を負担した。
新しい建物が完成する前である1882年に、美術館は創設された。ロンドンのナショナル・ポートレイト・ギャラリーは世界で初めての独立した美術館であったが、1896年まで現在の美術館にする目的で建てられた建物には移動しなかった。このためエディンバラの美術館が肖像画美術館として特別に作られた最初の美術館となった。特別な国立肖像画展は英語圏に特徴的なものである。近年では、1968年にワシントンDCで開かれたアメリカ国立肖像画美術館や、1998年にキャンベラで開かれたオーストラリア国立肖像画美術館、2001年にオタワで開かれたカナダ肖像画美術館などの例があるが、現在のところ他の国では模倣されていない。フィレンツェにあるヴァザーリ回廊にある有名な肖像画コレクションは今もなお一般の人の入館が限られている。

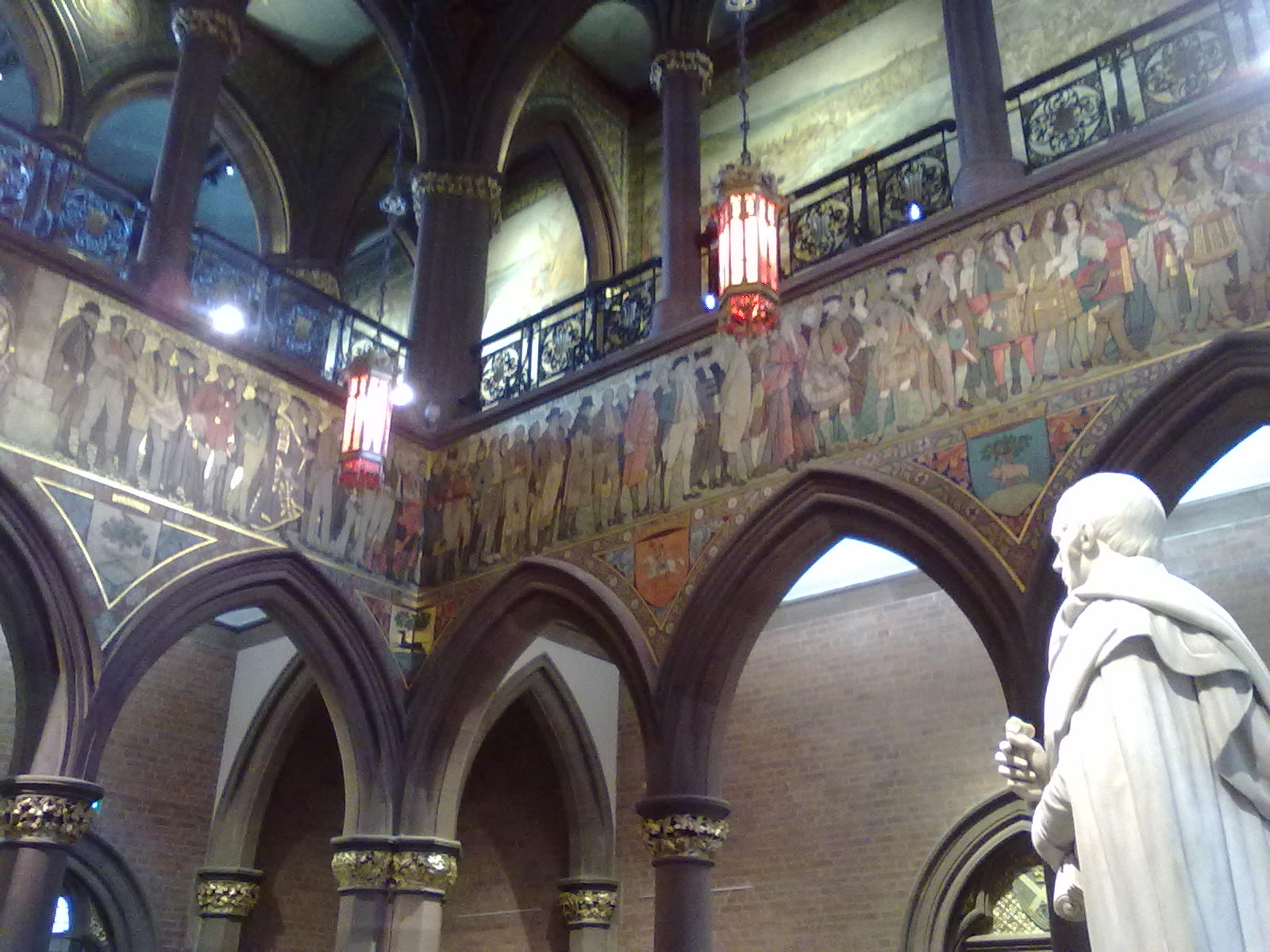
ウィリアム・ホールの入り口ホールの装飾

建物は1889年にジョン・ミラー・グレイ館長のもと開館し、建物の外側にいくつかの銅像を設置することでそのときの中世スコットランド人の肖像画不足を補った。また、一番大きなエントランスホールには、大きな壁に列をなして、聖ニニアンからロバート・バーンズに至るまでの人物をかたどった装飾がある。これらは、1890年代に加えられたウィリアム・バーニー・リンドによる彫刻や、1898年にエントランスホールにウィリアム・ホールが施した装飾、のちにさらに一階に描かれた一連の物語の場面の大きな絵などと並行して、開館以来何年もかけて加えられた。その建物は、アーツ・アンド・クラフツ運動と13世紀のゴシック様式の影響を複合的に受け、ダンフリーズのコースヒルから運ばれた赤い砂岩で作られており、長方形のゴシック調の建物は、設計を行ったアンダーソンがヴェネツィアのドゥカーレ宮殿に着想を得たものである。
長年の間に店やカフェなどの周りと調和しない新しい施設が加わって様式に統一感がなくなり、画廊も改装されて概して建物のつくりが明確でなくなった。天井の高さや閉め切られた多くの窓も同様である。その建物は国立古代博物館、すなわち現在のスコットランド博物館と共有されていたが、2009年にそれらが新館に移されたためその共有関係は解消された。2009年は、スコットランド政府やヘリテッジ・ロタリー基金などの投資により肖像画美術館の長期にわたる改装が始まった年でもある。美術館は画廊の空間を当初の構成に戻しており、また空間を教育のための場所、店やカフェ、さらには障害のある来訪者が来やすいような新しいガラスエレベーターに割いている。肖像画美術館は改装後以前より合計で60％展示場を増やしており、再開館時849点の作品を展示し、そのうち480点がスコットランド人によるものだった。改装費用は1760万ポンドであった。建物の合計床面積は5672平方メートルであり、A級文化財建造物に指定されている。行政上、国立肖像画美術館はナショナル・ギャラリーズ・オブ・スコットランドの下位組織であり、公式ウェブサイトをスコットランド国立美術館などの他施設と共有している。

## 展示物

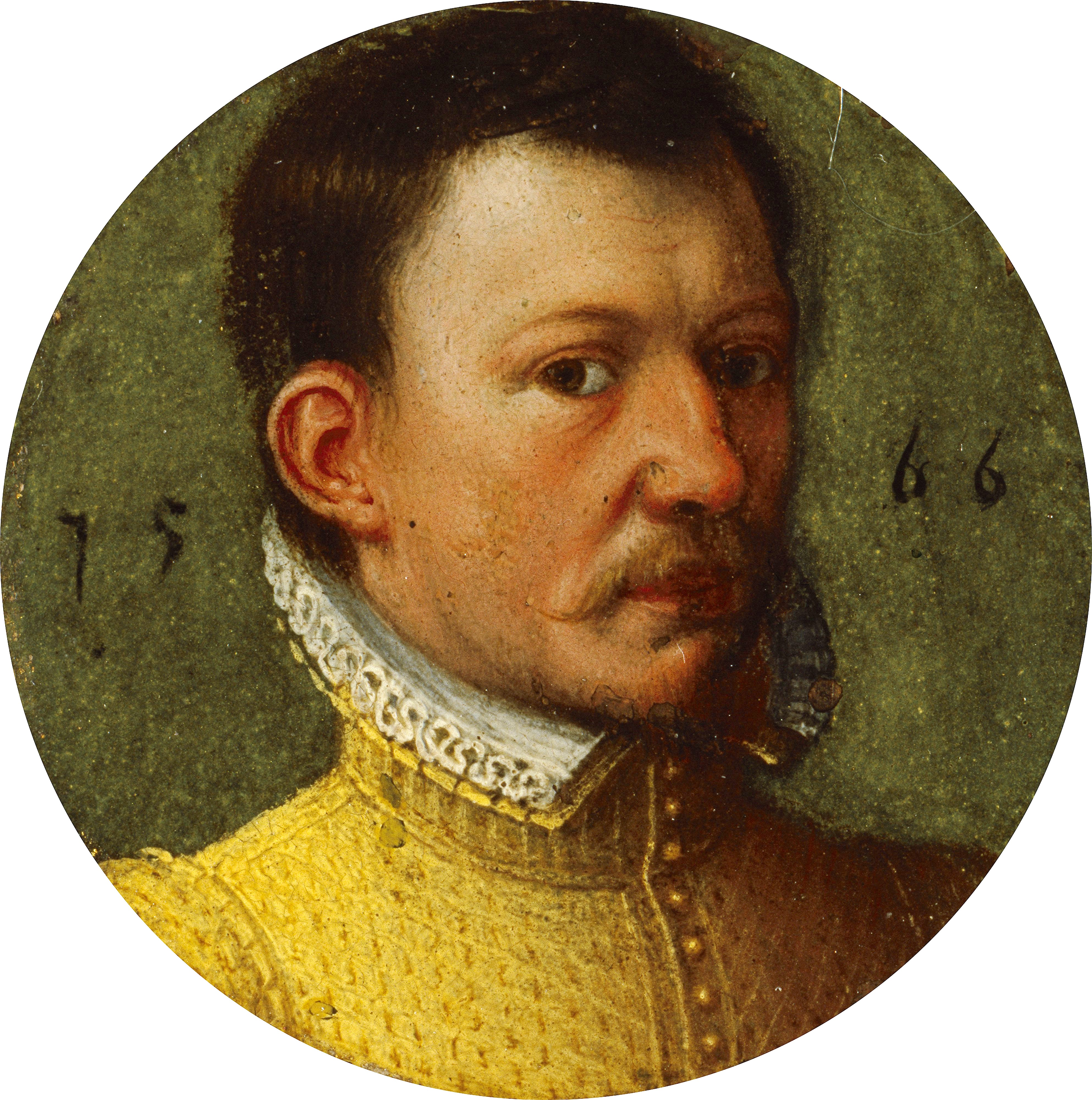
第4代ボスウェル伯ジェームズ・ヘップバーン、1566年

美術館には合計で約3,000点の絵画や彫刻、約25,000点の版画や線画、そして約38,000点の写真がある。展示物の収集は、ルネサンス時代に本格的に始まった。最初は聖職者や作家の肖像版画やスコットランドの王族や貴族の雇った外国の画家による作品がコレクションの大部分であった。最も素晴らしい絵画の大半は、混乱したスコットランドの政治情勢から逃れた画家によりヨーロッパ大陸で作られた。イングランドにおいては、スコットランドの宗教改革により宗教作品以外の作品はすべて消され、19世紀までは肖像画がスコットランドの絵画界を席巻し、後援者層は徐々に社会的な階級にまで拡大した。16世紀には、肖像版画の大半が王室やより上流の貴族を描いたものだった。収集された作品のうち最も古いものは、1507年に描かれた、スコットランドのジェームズ4世の肖像画である。
収集された作品の中にはスコットランドのメアリー女王の肖像画が二枚あるが、どちらも彼女の死後描かれたものである。一枚は1587年の彼女の死のおよそ20年後に描かれ、もう一枚はさらにのちに描かれた。彼女の生活の一部の場面を表した19世紀の絵も数多くある。メアリー女王の指輪は実は彼女の生活を描いた肖像画でよりよく表されている。彼女は三人の夫を持ち、彼らはいずれも肖像画に描かれている。その中にはハンス・イワースと名前のわからない画家によるヘンリー・ステュワートすなわちダーンリー卿の絵や、第4代ボスウェル伯であるジェームズ・ヘップバーンと彼の一人目の妻であるジェーン・ゴードンの細密画がある。また、アーノルド・ブロンクホーストによるメアリー女王の強敵であった第4代モートン伯ジェイムズ・ダグラスの肖像画もある。ブロンクホーストは1581年から「王の画家」の称号を手にした初めての人物であったが、スコットランドには3年ほどしかいなかった。画廊にはブロンクホーストと彼の後継者であるアドリアン・ヴァンソンの作品がいくつかある。彼らはともにオランダの伝統に根差した熟達した画家であった。

絵の中にはブロンクホーストとヴァンソンによるジェームズ6世（イングランド王ジェームズ1世）の肖像画があるが、ほかの絵は彼がイングランドの王位に就いてロンドンに行った後のものである。ロンドンでは他のステュアート朝の君主の肖像画も多く描かれた。生え抜きのスコットランド人で初めて肖像画家となったジョージ・ジェムソン（1589/90 - 1644）は、彼の君主であるチャールズ1世を1633年にエディンバラを訪れたときの一度しか描く機会を得られなかった。ジェムソンの2枚の自画像とスコットランドの貴族の肖像画、そしていくつかの過去のスコットランドの英雄が想像で描かれた絵も収集されている。また、ジェムソンの才能ある弟子であったジョン・マイケル・ライトによる3枚の肖像画や、1707年の合同法前の最後の「王の画家」であったジョン・バプティスト・メディナ卿による貴族を描いた肖像画もある。

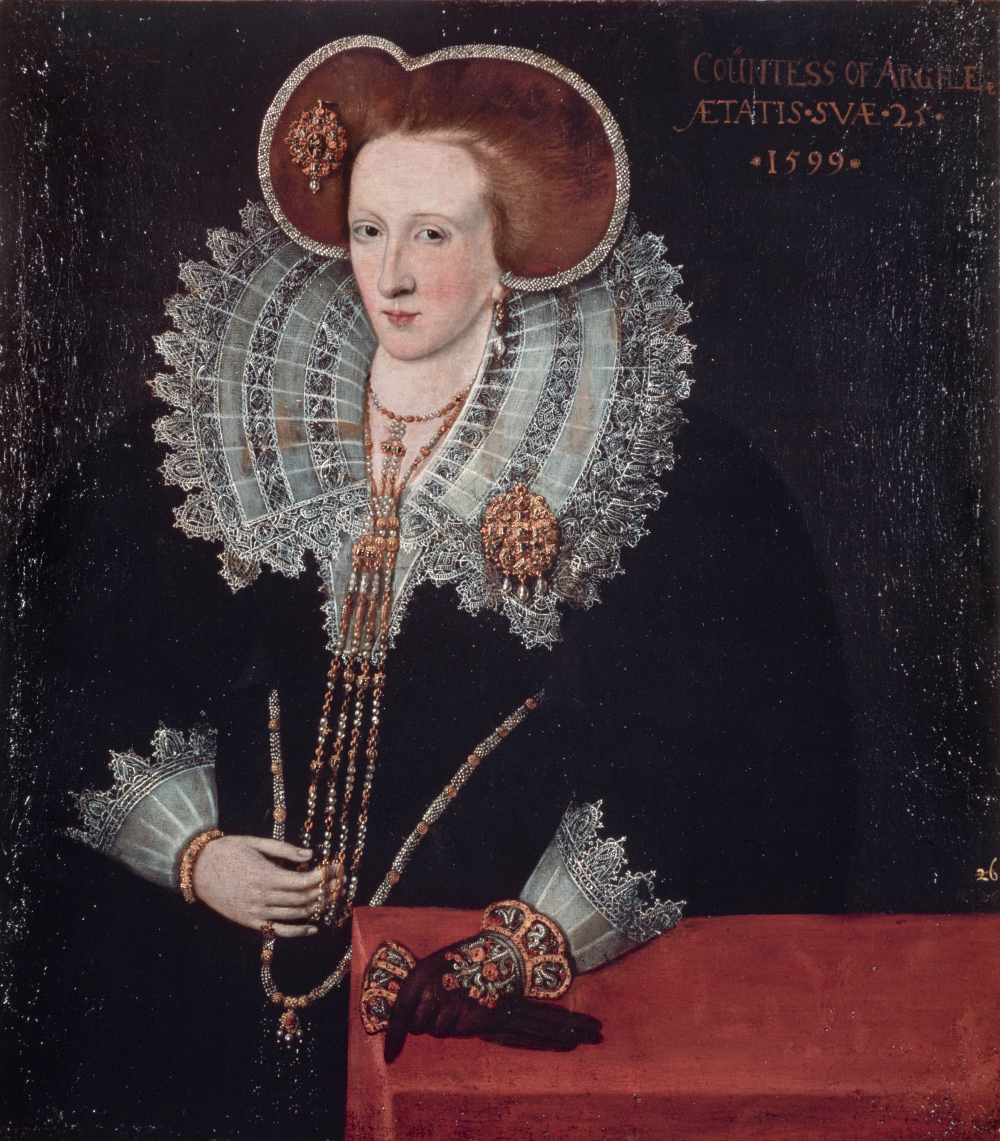
エイドリアン・ヴァンソン作 アグネス・ダグラスことアーガイル侯爵夫人, 1599年
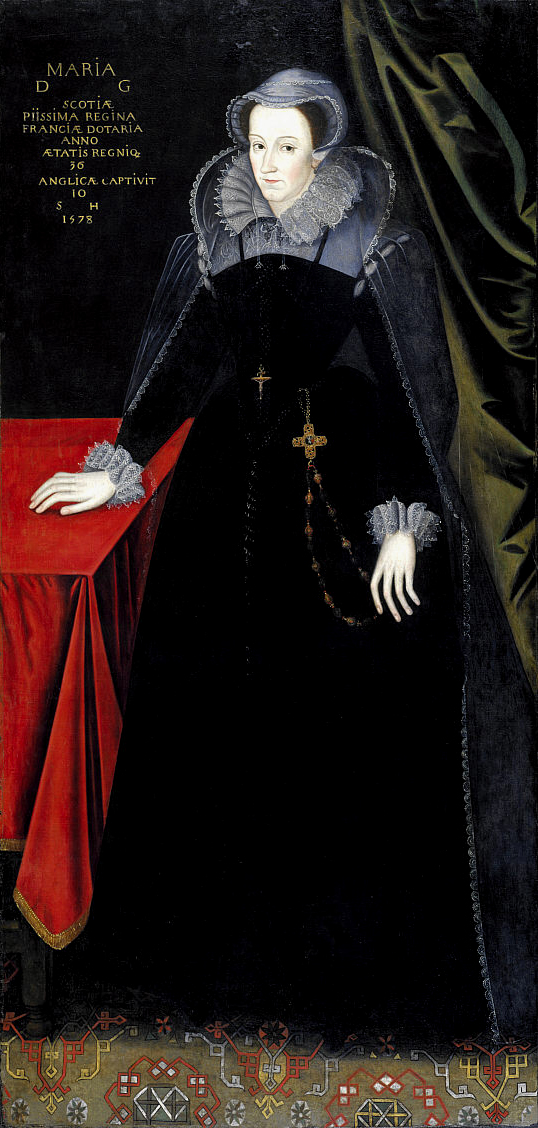
スコットランド女王メアリーの死後に描かれた肖像画 1610年
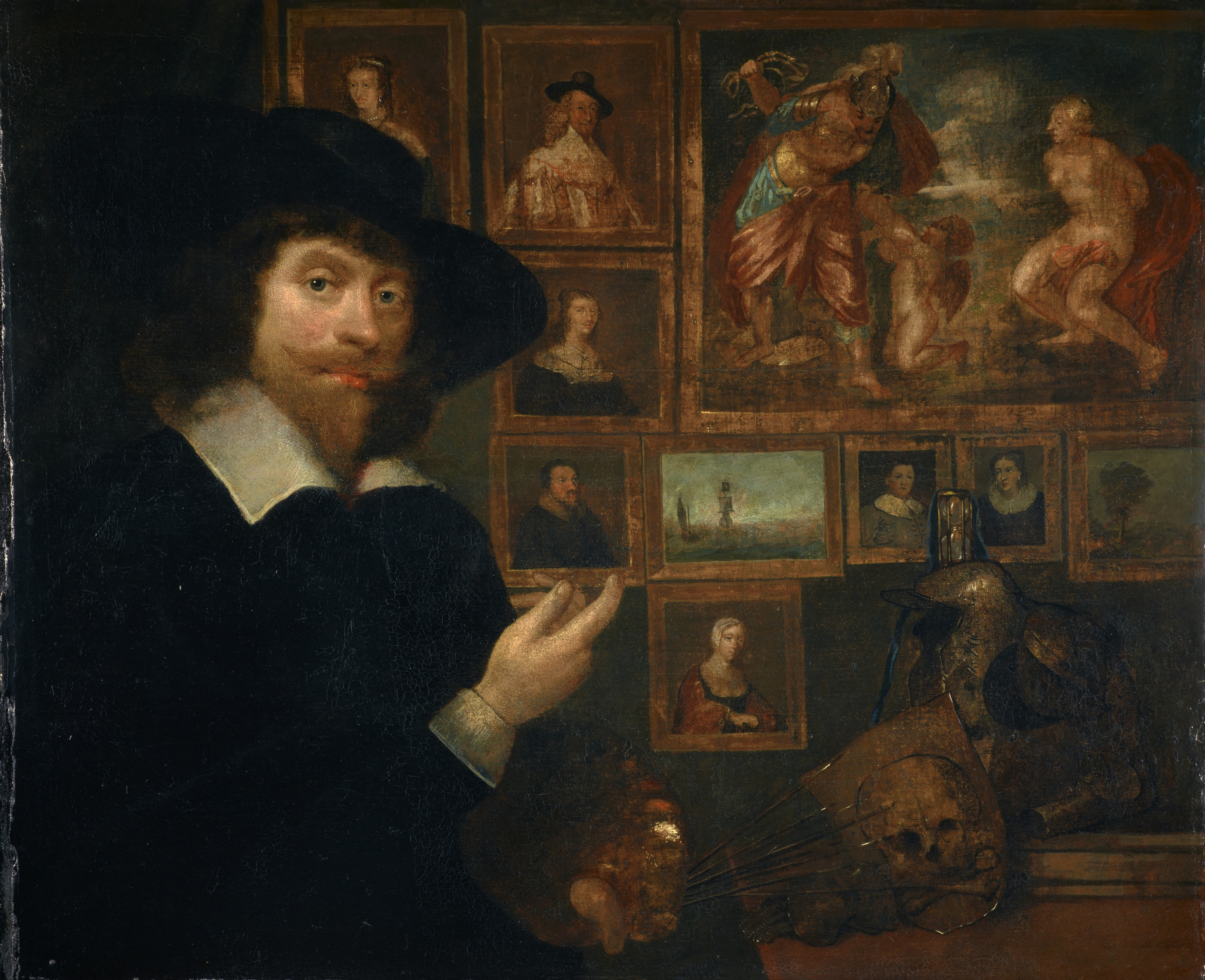
ジョージ・ジェムソン 自画像 1642年
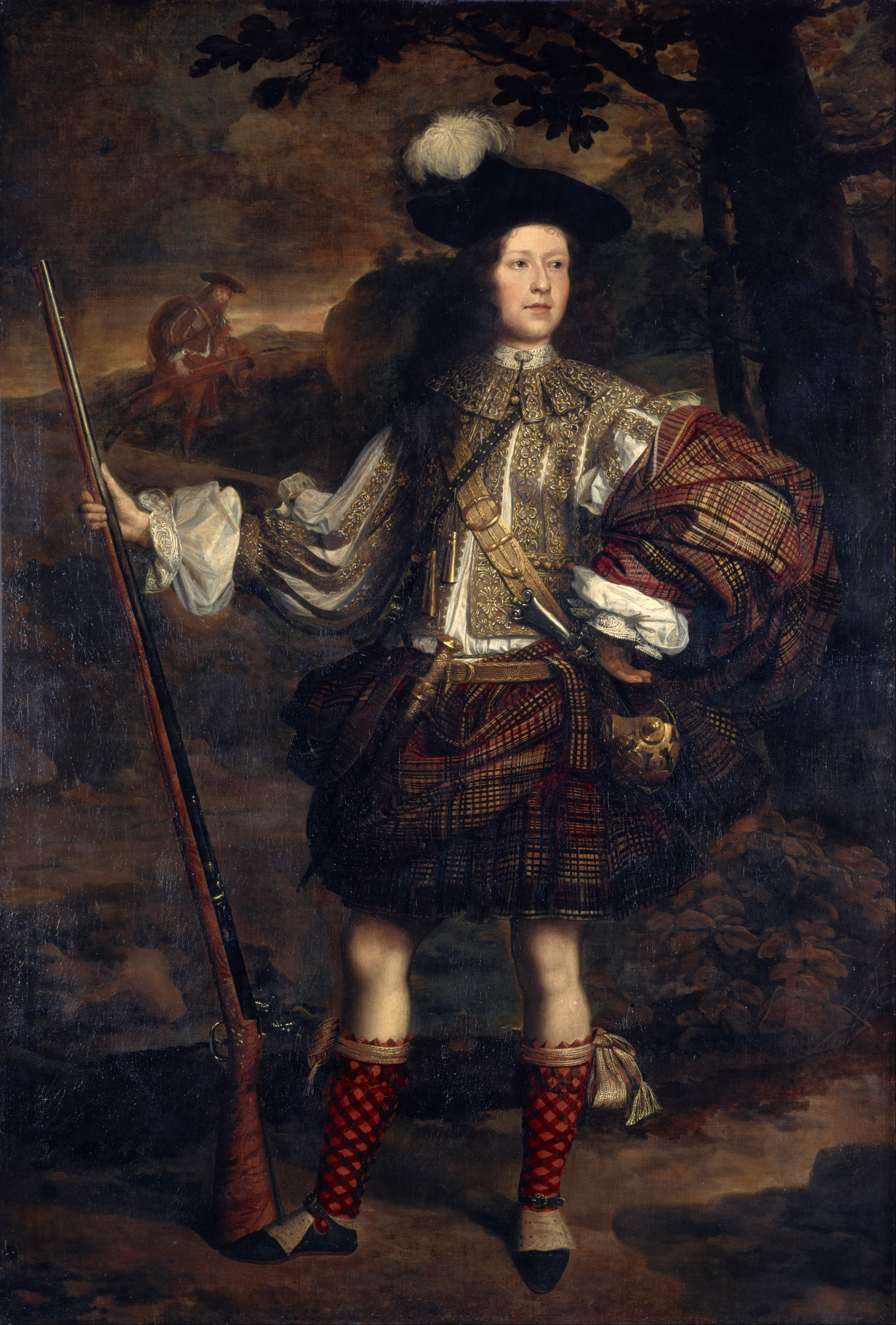
ジョン・マイケル・ライト作 マンゴ・マリー卿 1683年
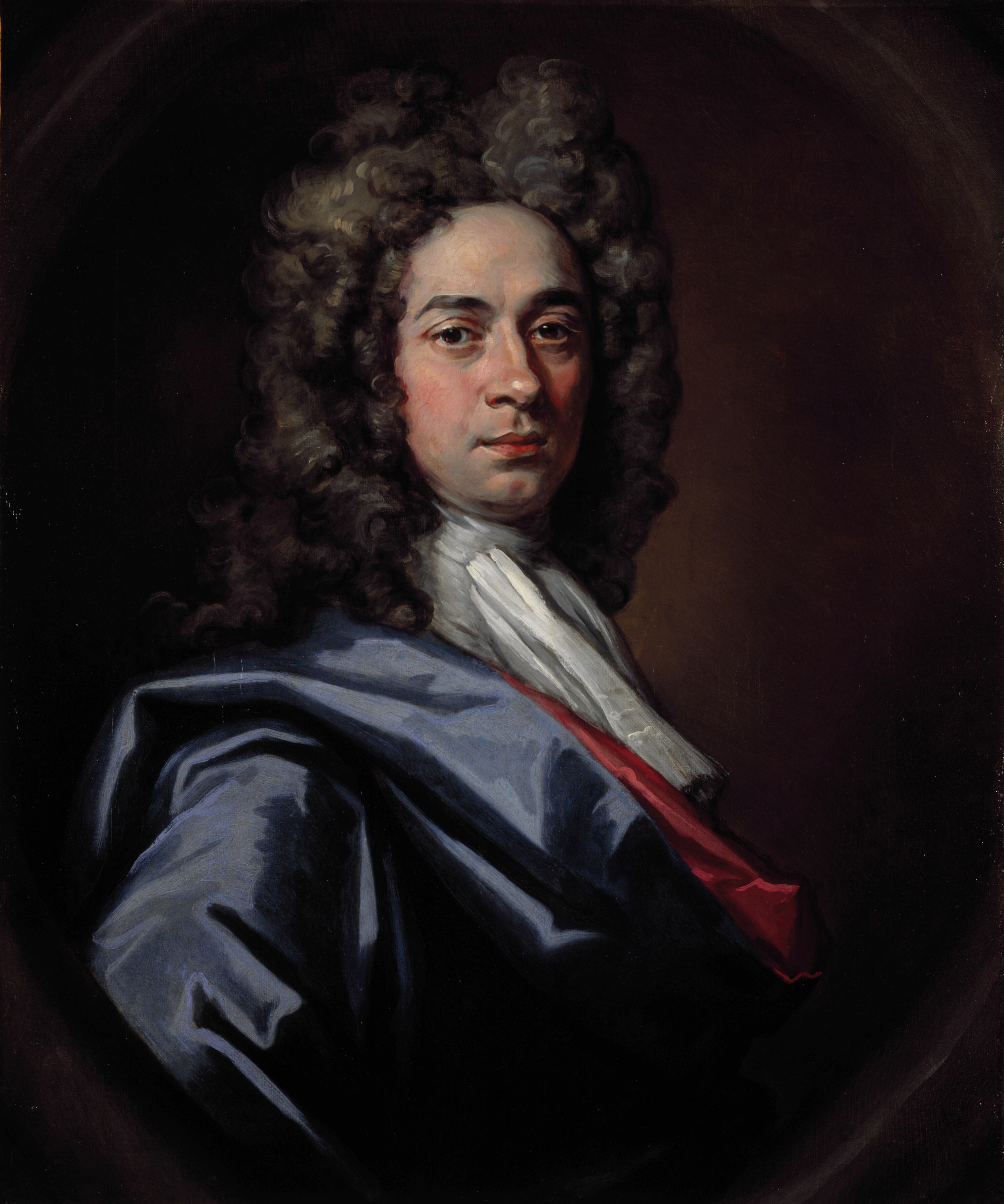
ジョン・バプティスト・メディナ 自画像 1698年

2013年12月まで開かれていた「深紅に燃えて：タータン肖像画」展は、スコットランドハイランド地方の民族衣装であるタータンを描いた肖像画に焦点を当てている。それらは17世紀終わりに描かれはじめたが、その頃には政治的な意味はなかった。美術館に初期に集められた絵の1つに、アソール侯爵1世すなわちジョン・マリーの息子であるマンゴ・マリー卿のベルトでとめたプラッドをつけた姿の等身大の肖像画があり、それは1683年にジョン・マイケル・ライトにより描かれた。タータンの着用は1745年のジャコバイトの反乱以降禁止されたが、数十年後大きな肖像画に再び現れ、その後ロマンティシズムやウォルター・スコットの作品によりさらに着られるようになった。タータンを着た肖像画は、フローラ・マクドナルドのものも存在する。彼女は、1745年のジャコバイトの反乱が失敗した後にボニー・プリンス・チャーリーの逃亡を手助けしたことでロンドンに捕らえられ、そこでリチャード・ウィルソンにより肖像画を描かれている。
スコットランドの肖像画製作は18世紀に盛んとなり、アラン・ラムジーとヘンリー・レイバーンがそれぞれ13作品、15作品と多くコレクションに入っている。ラムジーはスコットランド啓蒙期の人物を多数描いた。レイバーンは19世紀にウォルター・スコットなどの人物も描いている。美術館にはアレキサンダー・ネイスミスによるロバート・バーンズのきわめて有名な肖像画がある。一人の芸術家の作品の最大数は58で、彫刻家にして宝石細工師のジェームズ・タッシー（1735−1799）によるものである。彼は大量の熱されたのり状のガラス（またはエナメル）で、あらかじめワックスで型をとった大きなメダル状の横顔の肖像画（メダリオン）を作るという特徴的な技術を発展させた。彼が描いた人物に、アダム・スミスやジェームズ・ビーティ、ロバート・アダムがいる。アダム・スミスは肖像画を描かれることが嫌いだったが、タッシーが彼の社会的サークルの一員だったため拒まなかった。そのため、ネイスミスによるバーンズの肖像画の場合と同様、スミスの絵のほぼすべては美術館の絵を手本としている。

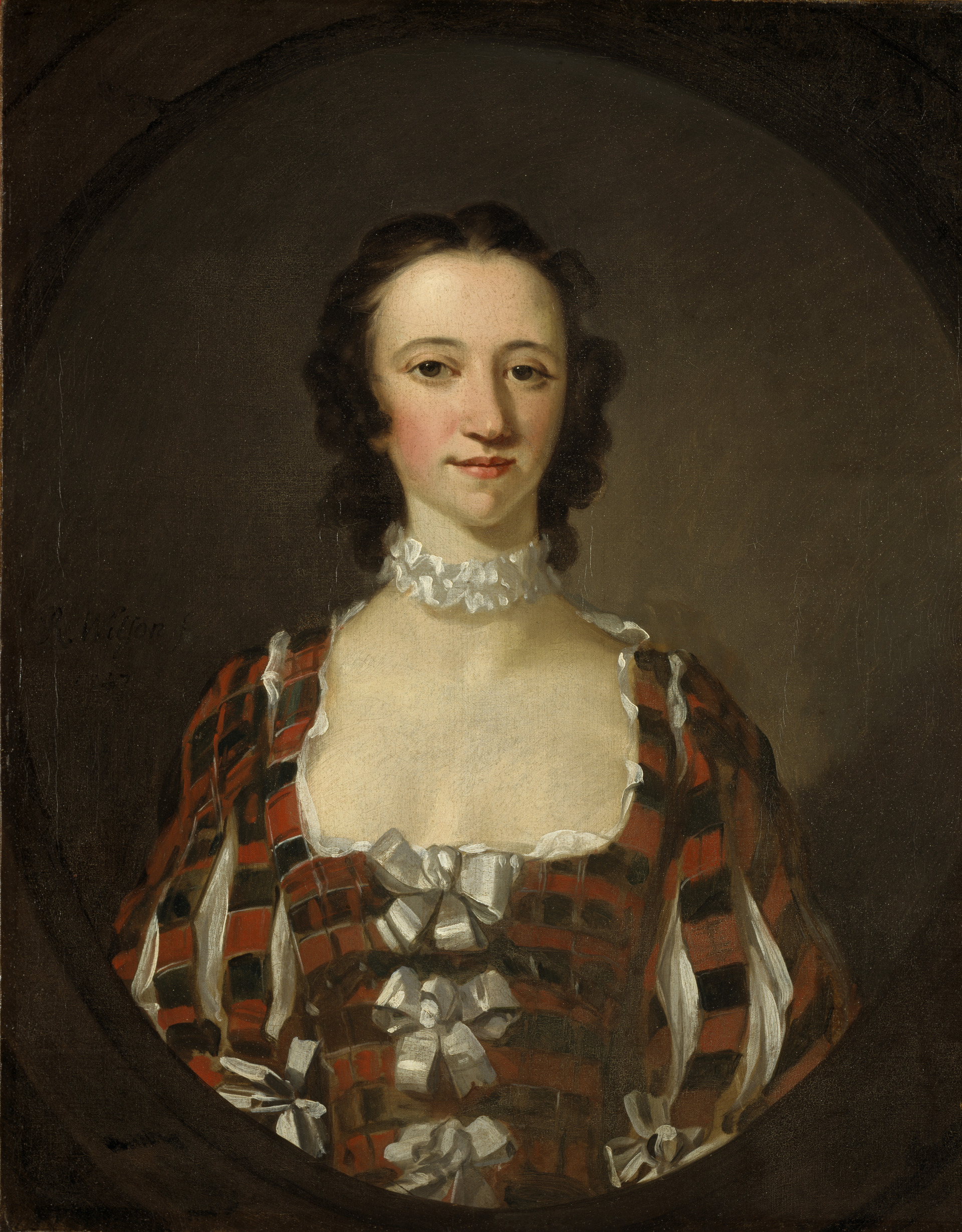
リチャード・ウィルソン作 フローラ・マクドナルド 1747年
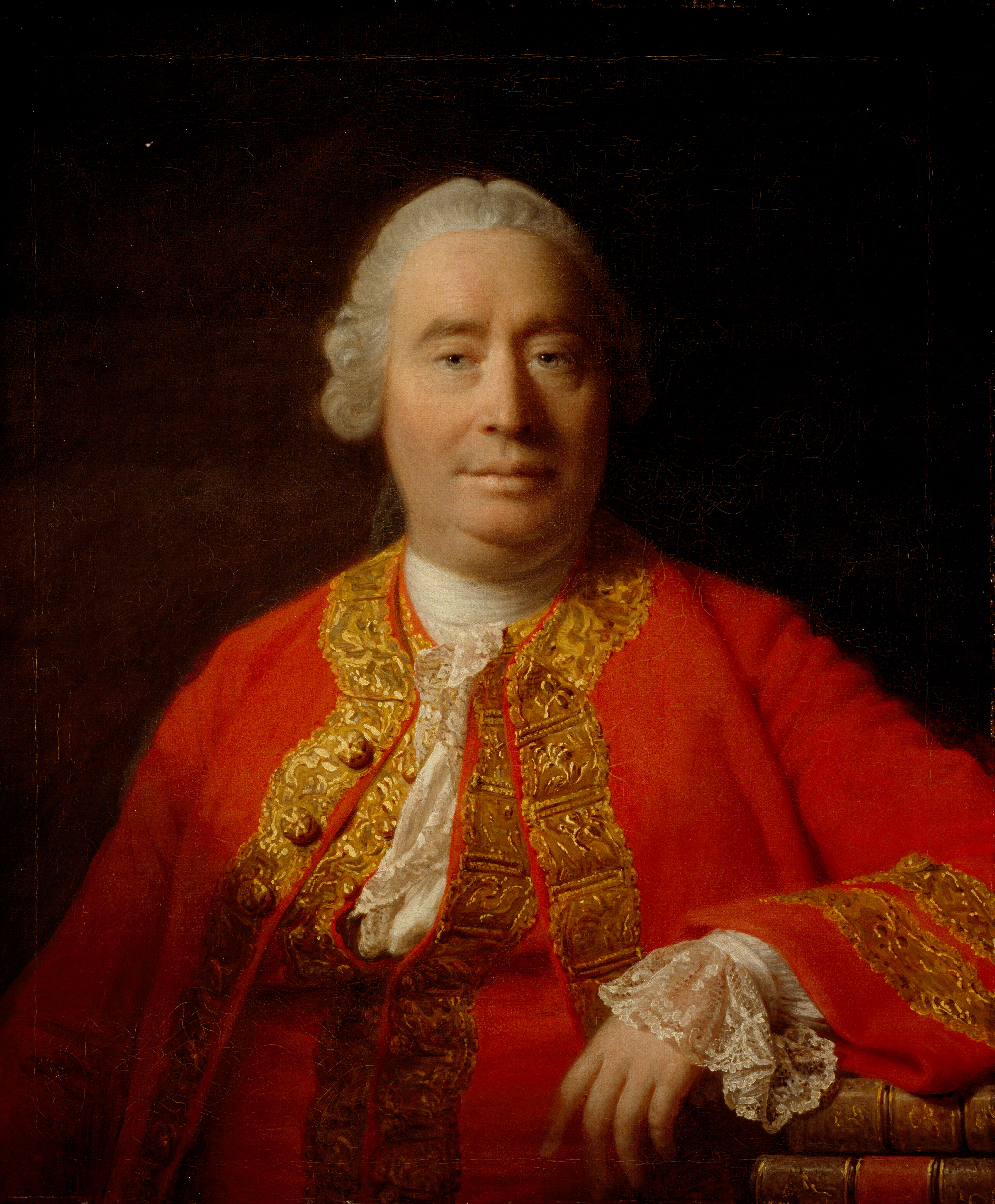
アラン・ラムゼー作 デイヴィッド・ヒューム 1766年
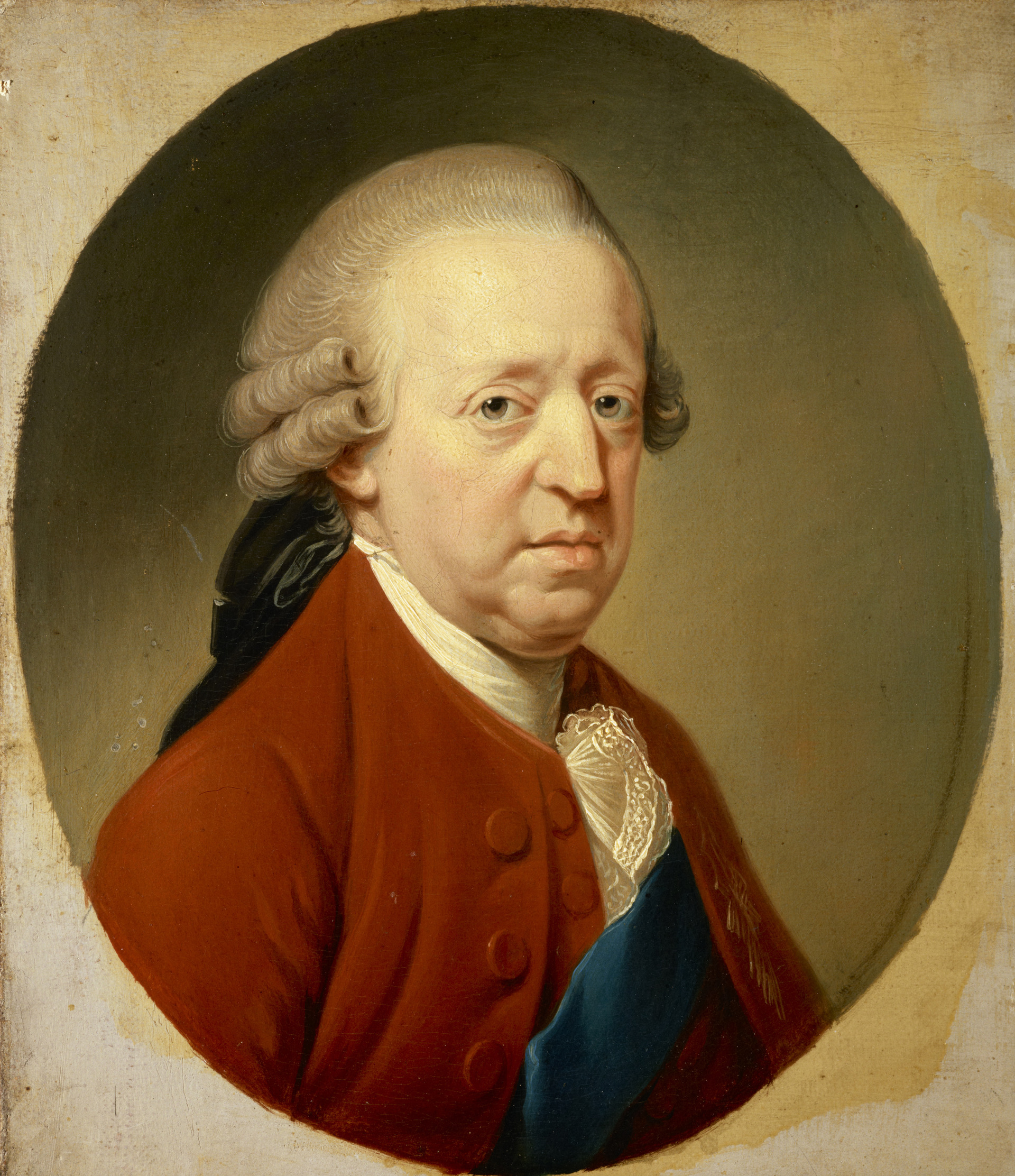
H.D.ハミルトン作 晩年のボニ－・プリンス・チャーリー 1775年
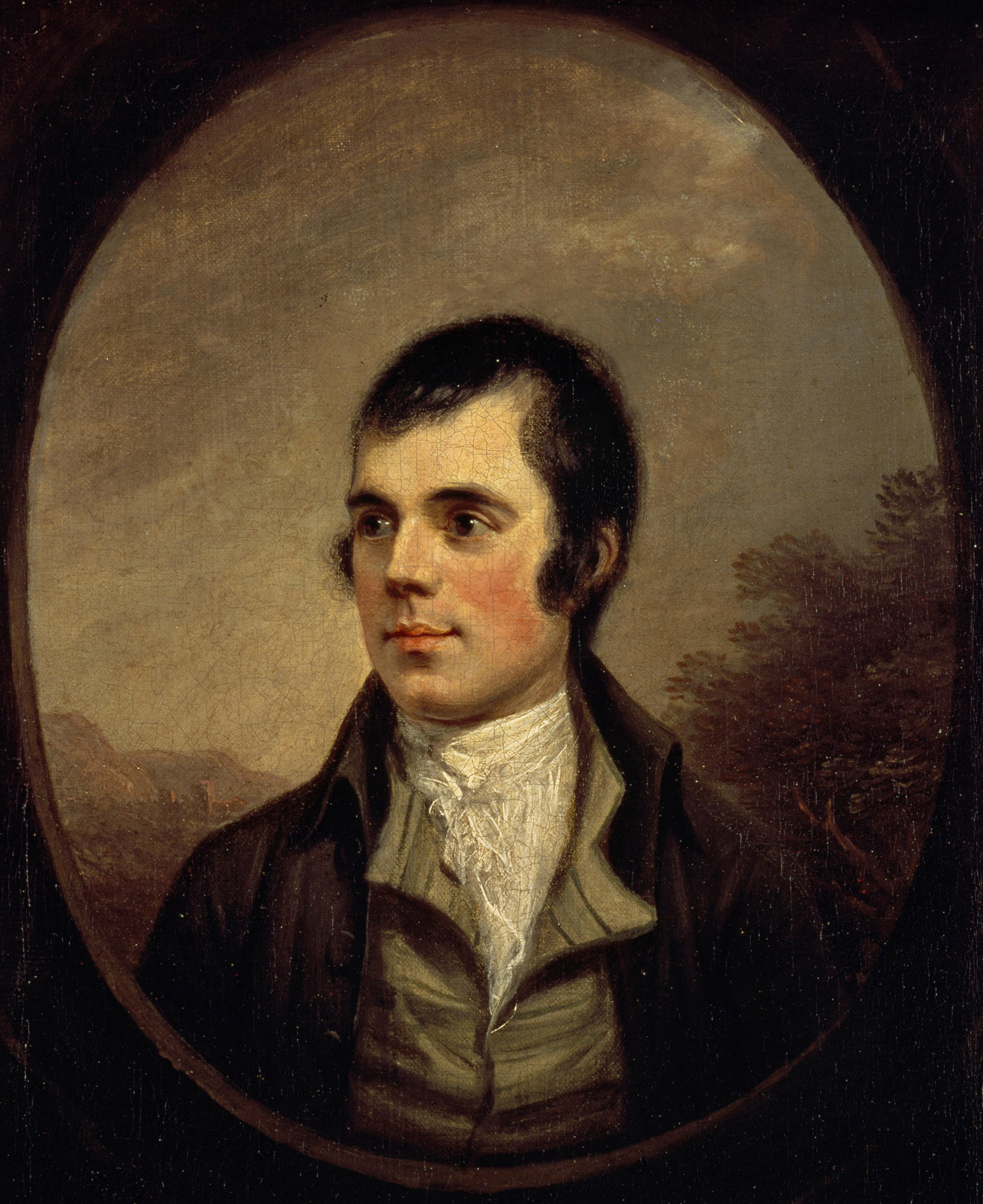
アレキサンダー・ナスミス作 ロバート・バーンズ 1787年
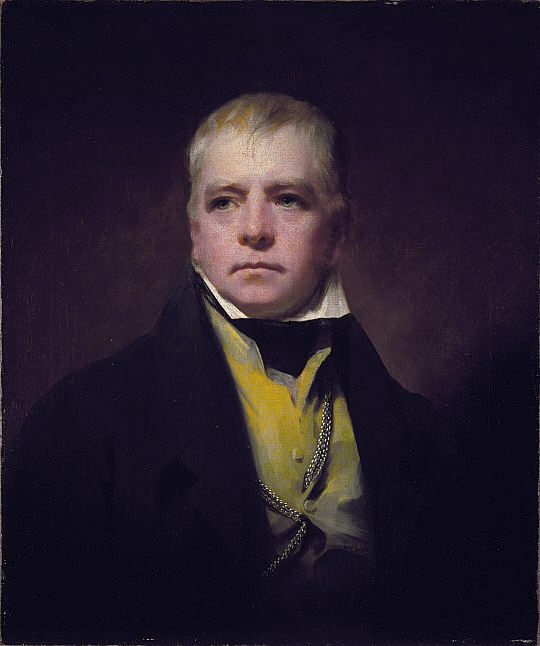
ヘンリー・レイバーン作 ウォルター・スコット卿 1822年

19世紀後半のスコットランドにはそれほど傑出した人物はいなかったが優れた芸術家が数多くいた。また、この頃写真技術が使われ始めた。美術館は画廊の1つをトーマス・アナンが撮ったグラスゴーの生活の写真、特に1868年から1871年までのスラム街の写真に充てている。一般にその画廊はスコットランドの庶民に焦点を当てている。 今日でも美術館のコレクションは増え続けており、スコットランドの画家であるジョン・ベラニー（自画像、ピーター・マックスウェル・デイヴィス、ビリー・コノリーなど）や、ジョン・バーン（自画像、ティルダ・スウィントン、ロビー・コルトレーンなど）の作品が収められている。
その他のコレクション内の作品
- ダニエル・マイテンス作、初代ハミルトン公爵ジェイムズ・ハミルトン
- オスカー・ココシュカ作、14代ハミルトン公爵ダグラス・ダグラス＝ハミルトン
- ノーマン・エドガー作、ウィニー・ユーイング
- デビッド・マッハ作、アレックス・ファーガソン
- ウェンディ・マクマード作、イアン・ウィルムット
- ジェニファー・マクレー作、ロビン・ジェンキンス